# Canada Post
Canada Post (фр. Postes Canada, укр. Пошта Канади), повна назва Canada Post Corporation — національний оператор поштового зв'язку Канади зі штаб-квартирою в Оттаві. Є державною компанією та перебуває у підпорядкуванні уряду Канади. Член Всесвітнього поштового союзу.
Перший поштовий оператор Канади відомий під назвою «Royal Mail Canada» (фр. Courrier Royal Canada). Ребрендинг компанії на «Canada Post» здійснено наприкінці 1960-х років. На той час ще була відокремленою від уряду. 16 жовтня 1981 року набув чинності Закон про «Canada Post Corporation», що перетворило традиційну поштову службу на транспортно-логістичну та фінансову корпорацію. Закон мав на меті встановити новий напрямок поштової служби, забезпечивши фінансову безпеку та незалежність поштового оператора.
«Canada Post» надала послуги більш ніж 16 мільйонам унікальних адрес і доставила майже 8,4 млрд відправлень у 2016 році, а консолідований дохід від операцій досяг 7,88 млрд доларів. Доставка здійснюється за традиційною схемою «до дверей» та централізованою доставкою 25 000 листонош, яких обслуговує 13 000 автомобілів. По всій країні функціонує понад 6 200 поштових відділень, корпоративних офісів та приватних франшиз, якими керують роздрібні торговці, наприклад, аптеки. Компанію обслуговує більшу територію, ніж поштовий оператор будь-якої іншої країни, включно з Росією. Станом на 2004 рік майже 843 000 клієнтів із сільських районів Канади отримували послуги з доставки пошти.
«Canada Post» працює як група компаній під назвою «The Canada Post Group». У компанії працює 64 000 штатних та позаштатних співробітників. Компанія має частки в активах «Purolator Courier», «Innovapost», «Progistix-Solutions» та «Canada Post International Limited». У 2000 році «Canada Post» створила компанію під назвою «Epost», яка займається доставкою електронних рахунків клієнтам. У 2007 році «Epost» була поглинута «Canada Post».

## Історія
| Рік  | Подія |
| ---- | --- |
| 1693 | Здійснена перша оплачувана доставка поштового відправлення у межах Канади                                             |
| 1775 | Британський уряд запроваджує діяльність поштової служби в Канаді                                                      |
| 1851 | Доставку пошти передано під контроль провінційних урядів                                                              |
| 1867 | Створено Федеральний департамент пошти                                                                                |
| 1878 | Федеральний департамент пошти ввійшов до Всесвітнього поштового союзу                                                 |
| 1927 | У Манітобі запущено авіадоставку пошти за маршрутом Рімускі — Квебек — Монреаль — Оттава                              |
| 1937 | Канадська пошта співфінансує авіакомпанію «Trans-Canada Airlines» на основі партнерського контракту                   |
| 1939 | Запроваджено щоденну авіадоставку між Монреалем та Ванкувером                                                         |
| 1955 | Розпочато обслуговування клієнтів від «дверей до дверей» між населеними пунктами з населенням від 2 500 мешканців     |
| 1957 | Доктор Моріс Леві винайшов автоматичну сортувальну лінію, що може обробляти 200 000 відправлень на годину             |
| 1971 | Запроваджено поштові індекси                                                                                          |
| 1981 | Парламентом прийнято Акт «Canada Post Corporation». Поштова служба Канади перетворена у логістичну корпорацію         |
| 1985 | Пошта Канади поетапно вводить громадські поштові скриньки замість доставки «від дверей до дверей» у нових підрозділах |
| 1993 | «Canada Post» придбала мажоритатрний пакет акцій «Purolator Courier»                                                  |
| 2006 | Представлено марки з номіналом базового тарифу на доставку                                                            |
| 2013 | Оголошено про поступове припинення доставки від дверей до дверей» у містах                                            |